# Forficula tomis

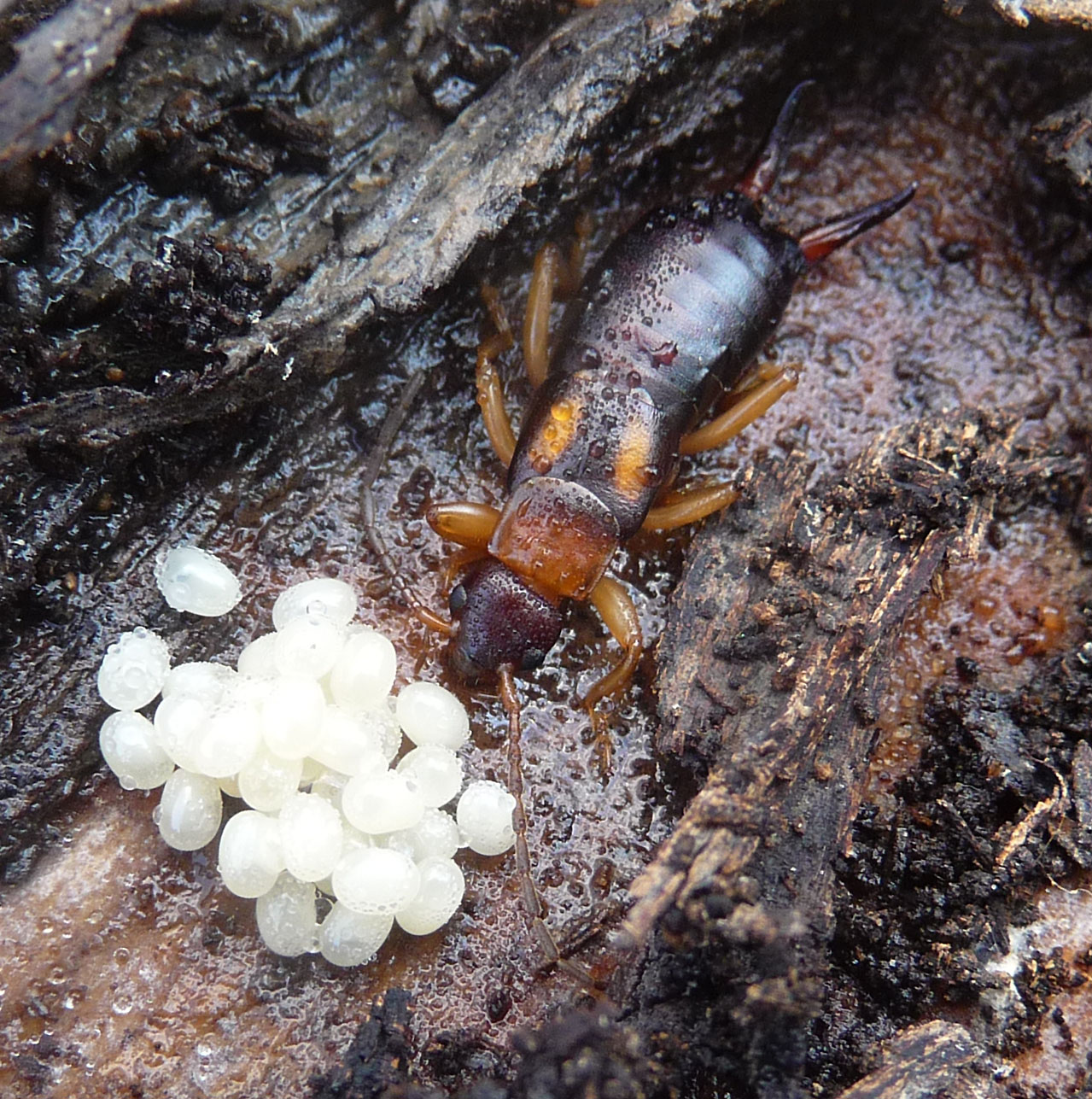
Weibchen mit Eiern

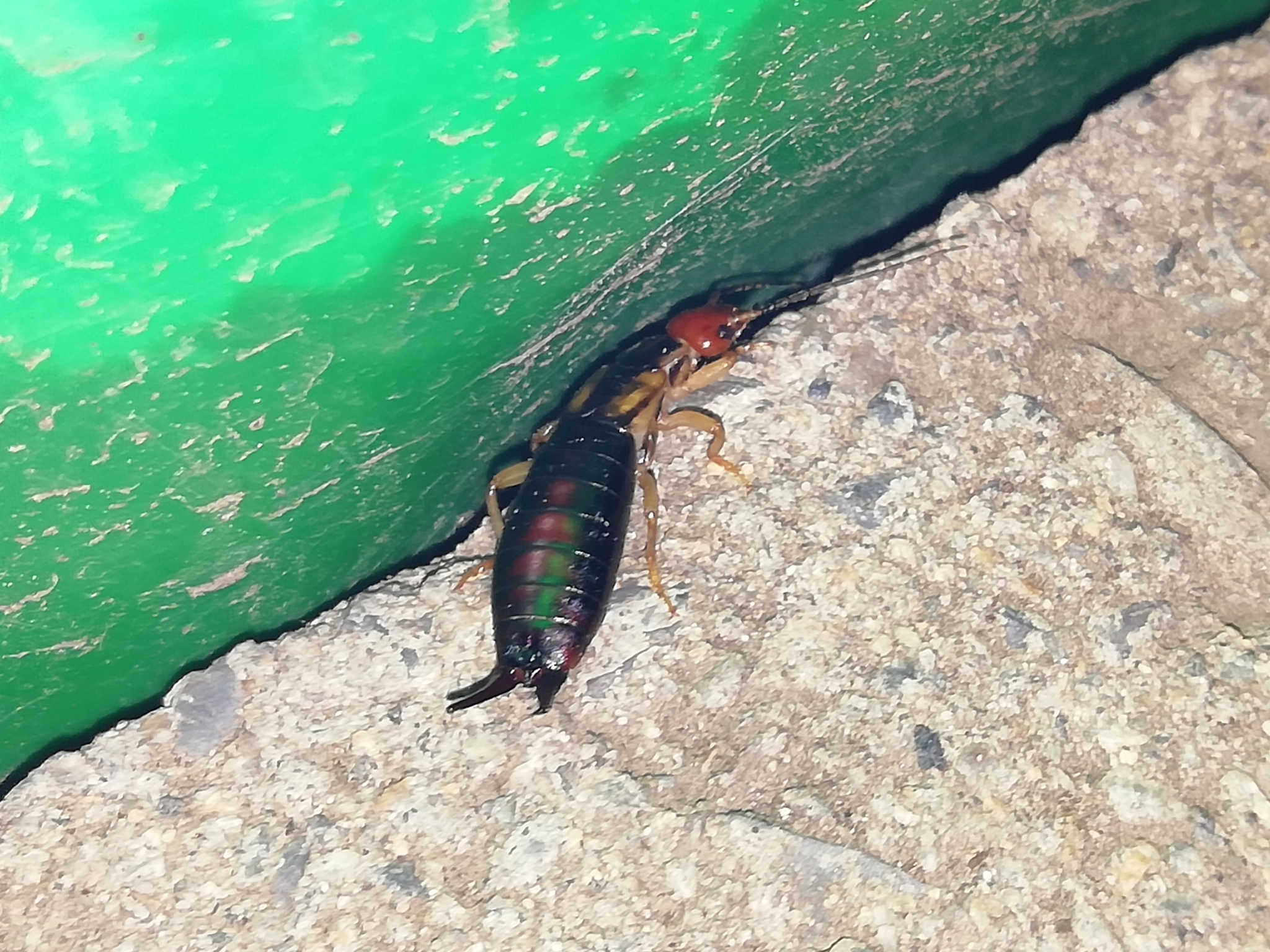
Weibchen

Forficula tomis ist eine Art der zu den Insekten gehörenden Ohrwürmer und von Osteuropa bis Sibirien verbreitet.

## Merkmale
Forficula tomis ist einer der größten Ohrwürmer Europas. Einschließlich der Zangen können die Männchen fast doppelt so groß werden wie die des Gemeinen Ohrwurms (Forficula auricularia). Die Weibchen werden nur geringfügig größer als die von F. auricularia. Die Körperlänge der Männchen beträgt ohne Zange 15–20 mm, die Zangenlänge ist sehr variabel. Die Körperlänge der Weibchen liegt bei 16–22 mm plus 5 mm Zangenlänge. (Anm.: Bei den Größenangaben in Zahlen handelt es sich womöglich um Größenangaben für Forficula paratomis.) Steinmann gibt die Größe beider Geschlechter inklusive Zange jedoch mit 15–19 mm an.
Forficula tomis ist relativ dunkel gefärbt, das Abdomen ist schwarz bis dunkel rötlichbraun. Auf den sonst ebenfalls dunklen Elytren befinden sich meist große gelbe Flecken, diese können jedoch auch kleiner sein oder selten ganz fehlen. Das Pronotum ist dunkel mit hellen Seiten. Nach Steinmann ist es heller gefärbt und weist manchmal zwei dunkle Längsbänder auf, diese Angabe bezieht sich vermutlich aber auf die Nymphen. Die Beine sind schmutziggelb. Der Kopf ist orange bis rötlichbraun. Die braunen Antennen bestehen meist aus 12 Gliedern. Die Männchen besitzen meist verhältnismäßig sehr lange Zangen, bei denen die Basis etwa die Hälfte der Länge ausmacht. Zwischen den beiden Cerci ist das Pygidium deutlich zu sehen. Es ist klein und posterior gerundet. Entlang der Innenseite der Zangenbasen befinden sich Zähnchen, die Basis endet meist mit einem spitzen Zahn. Die Zangen der Weibchen sind unauffällig und ähneln denen anderer Forficula-Arten.
Die sehr seltene forma euptera besitzt ein dunkles Pronotum, gelbe Streifen seitlich auf den Elytren und helle Hinterflügel. Sie ähnelt dadurch Forficula lucasi. Aus dem Südwesten Russlands sind Verwechslungen beider Arten bekannt.
Die Nymphen können leicht mit denen von Forficula auricularia verwechselt werden, unterscheiden sich jedoch in der Musterung. Vor allem die Färbung von Pronotum und Mesonotum sind zu beachten, hier weist Forficula tomis einen kontrastreicheren und auffälligen Wechsel aus hellen und dunklen Bändern auf.

### Ähnliche Arten
Der Gemeine Ohrwurm (Forficula auricularia) besitzt Hinterflügel und das Abdomen ist heller gefärbt. Zudem unterscheiden sich die Männchen deutlich anhand der Größe und der Form der Zangen. Die Weibchen von Forficula tomis sind kompakter gebaut als die schlankeren Weibchen von Forficula auricularia.
Der Sandohrwurm (Labidura riparia) wird zwar auch sehr groß, ist jedoch gänzlich anders gefärbt.
Forficula aetolica besitzt ebenfalls keine Hinterflügel, ist aber heller gefärbt, die Männchen besitzen sehr unterschiedliche Zangen und das Verbreitungsgebiet beider Arten überschneidet sich nicht.
Auch Guanchia-Arten, wie Guanchia pubescens weisen Ähnlichkeiten auf, dadurch dass sie keine Hinterflügel und eine lange Zangenbasis bei den Männchen besitzen. Bei genauerer Betrachtung finden sich jedoch auch hier zahlreiche Unterschiede.
Forficula paratomis wird nach Steinmann (1993) größer, hat eine längere Zangenbasis und die Virga innerhalb der Penislobe der Männchen ist vergleichsweise kürzer.

## Verbreitung
Das Verbreitungsgebiet reicht von der westlichen Hälfte der Ukraine und dem Osten von Belarus im Westen bis zur Ostseite des Baikalsees im Osten. Der größte Teil des Areals befindet sich somit in Russland und hier vor allem in Sibirien. Nach Süden dringt die Art bis in den Südkaukasus und in Zentralasien bis nach Afghanistan und Xinjiang in der Volksrepublik China. Funde aus Tadschikistan, Usbekistan und Afghanistan sind bekannt, ob diese zentralasiatischen Areale jedoch mit den nördlichen Arealen zusammenhängen oder es sich um isolierte Vorkommen handelt, ist unbekannt. Ebenso sind Vorkommen nahe der Grenze zur Republik Moldau bekannt, Vorkommen der Art in diesem Land erscheinen also möglich.
Im europäischen Teil Russlands zieht sich das Areal vom Asowschen Meer bis zum Kaukasus und südlichen Ural (hier liegen die nördlichsten Vorkommen bis 60° nördliche Breite). Dabei kommt die Art überwiegend nördlich der Steppengebiete vor und im Norden bis in die Gegend um Moskau, die Oblast Nischni Nowgorod und die Oblast Swerdlowsk (etwa 58° nördliche Breite). Auch aus dem Norden Kasachstans (südlich bis etwa 50° nördliche Breite) sind zahlreiche Funde bekannt. Weiter östlich zieht sich das Verbreitungsgebiet durch das südliche Sibirien bis östlich des Baikalsees.
Historisch wurde auch über Vorkommen im Norden Kirgisistans berichtet (in Tokmok) und weitere Vorkommen im Tian Shan vermutet. Diese Berichte stammen jedoch aus der ersten Hälfte des 20. Jahrhunderts und in moderner Zeit hat sich die Art in Kirgisistan nicht mehr nachweisen lassen, obwohl sie in benachbarten Regionen noch zu finden ist. Isolierte Funde aus Japan sind auf Verwechslungen mit Forficula paratomis zurückzuführen, die nach Steinmann (1993) jedoch in Armenien lebt. Zu Beginn des 20. Jahrhunderts wurde Forficula tomis noch als in Japan vorkommende Art dokumentiert. Die für die Beschreibung verwendeten Exemplare stammen aus Aomori und Hokkaido. In modernen Auflistungen der Ohrwürmer Japans findet sich Forficula tomis nicht mehr. Höchstwahrscheinlich sind die alten Funde auf falsch eingetragene Museumsexemplare oder historische Verschleppungen zurückzuführen. Steinmann gibt 1993 jedoch noch Japan sowie Korea als Teil des Verbreitungsgebiets von Forficula tomis an. Möglicherweise reicht oder reichte das Verbreitungsgebiet also bis an die Pazifikküste Asiens inklusive Korea sowie Japan, wesentlich wahrscheinlicher ist eine Verwechslung mit der sehr ähnlichen Art Forficula scudderii aus Ostasien.

## Lebensweise
Forficula tomis tritt zwischen April und Oktober auf, wird jedoch meist zwischen Mai und Juli gefunden.

## Taxonomie
Die Art wurde 1846 von Friedrich Kolenati als Chelidura tomis erstbeschrieben. Weitere Synonyme lauten Forficula elongata Eversmann, 1859, Forficula hellmanni Kittary, 1849, Forficula mesmini Azam, 1906 und Forficula pomerantzevi Semenov, 1903.